# Escoira
Escoira (en francès Escoire) és un municipi francès situat al departament de la Dordonya i a la regió de la Nova Aquitània.

## Demografia
| 1962                                       | 1968 | 1975 | 1982 | 1990 | 1999 | 2007 |
| ------------------------------------------ | ---- | ---- | ---- | ---- | ---- | ---- |
| 148                                        | 168  | 177  | 234  | 367  | 429  | 461  |
| Des de 1962: població sense dobles comptes |      |      |      |      |      |      |

## Administració
| Període   | Identitat          | Partit        |
| --------- | ------------------ | ------------- |
| 1959-1971 | Pierre Mougnaud    |               |
| 1971-1981 | Léon Groux         |               |
| 1981-1983 | Jacques Palus      |               |
| 1983-1989 | Christian Montagut |               |
| 1989-     | Bernard Geoffroy   | Divers droite |